# Xerxes I de Pèrsia

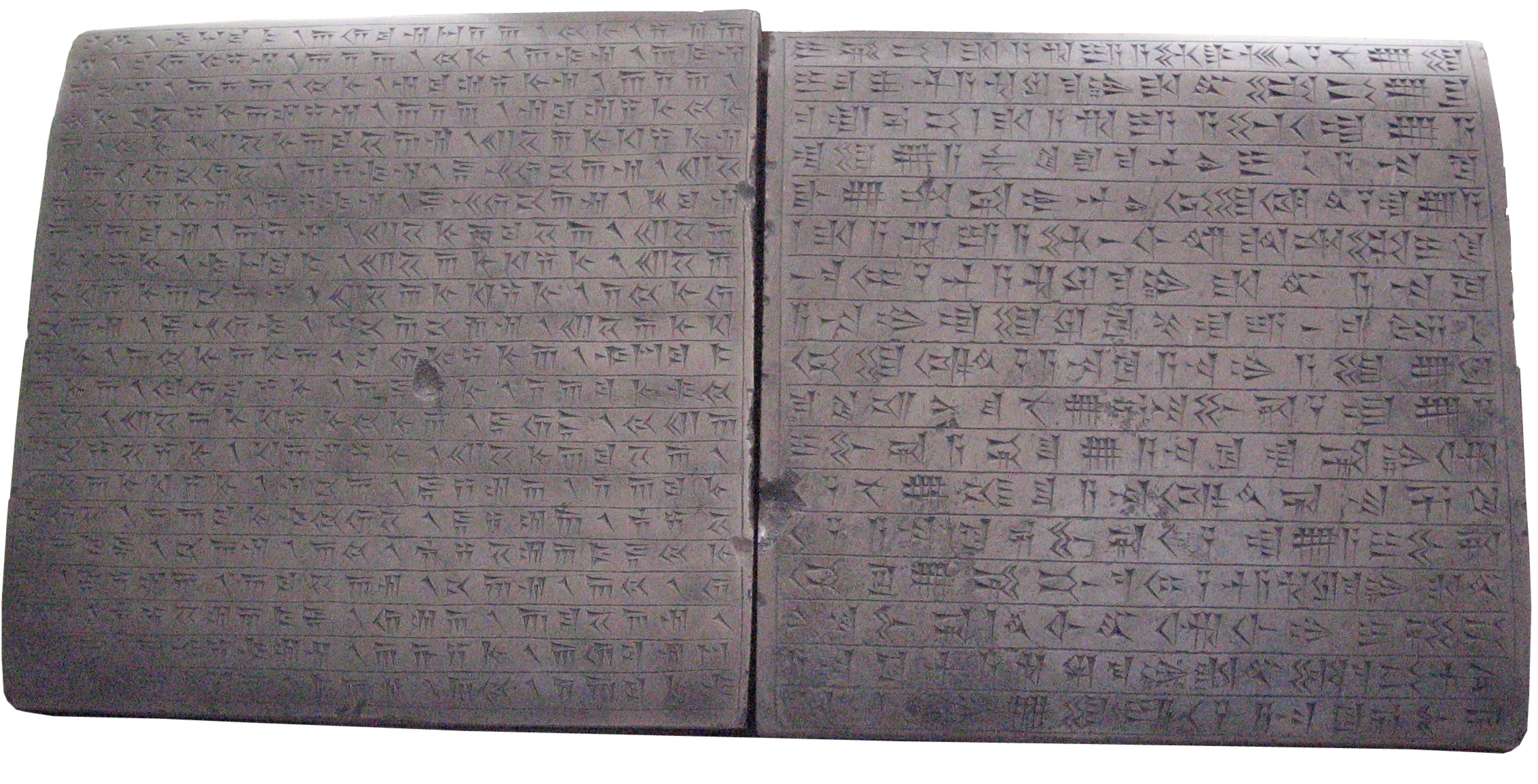
Tauletes escrites en cuneïforme, atribuïdes a Xerxes I

Xerxes I (persa: خشایارشاه, 'Khashayar Shah'; grec: Ξέρξης) (519 aC - 465 aC) fou rei dels reis de l'Imperi persa (xahanxà) del 485 aC al 465 aC.
Fou membre de la dinastia aquemènida. Xerxes és la transcripció grega del nom persa que feia servir a rei (Khashayar Shah) que volia dir 'rei d'herois'. Al llibre d'Ezra i al llibre d'Ester correspondria a Axašweroš (אֲחַשְׁוֵרוֹשׁ) (Assuer). Era fill de Darios I el Gran i de la reina Atossa (filla de Cir II el Gran) i fou designat successor pel seu pare amb preferència als seus germanastres més grans, nascuts abans que Darios fos coronat rei.
Després de ser proclamat rei a la mort del seu pare, va sotmetre Egipte, on va nomenar sàtrapa son germà Aquèmenes. El 484 aC es va revoltar a Babilònia Bel Shimani. Xerxes va reprimir la revolta i es va emportar l'estàtua d'or de Marduk, les mans del qual el rei legítim de Babilònia havia de tocar el primer dia de cada any, i va matar el sacerdot que li ho va voler impedir.
Una segona rebel·lió es va produir a Babilònia en una data incerta, vers el 482 aC o 479 aC. La va dirigir Shamash Eriba i fou sufocada pel sàtrapa Megabizos. Babilònia fou saquejada per les tropes perses i algunes ciutats que donaven suport a la revolta foren destruïdes.

## La Segona Guerra mèdica
Xerxes va decidir castigar Atenes pel seu suport a la revolta de Jònia del 500 aC i la victòria de Marató (490 aC). L'expedició fou preparada amb gran cura. Un gran exèrcit es va concentrar a Sardes; segons Heròdot, l'exèrcit de terra anava dirigit pel mateix Xerxes i el formaven nou-cents mil soldats, dels quals vuitanta mil eren genets i vint mil conductors indis, libis i àrabs. El primer cos de l'ala esquerra el dirigia Masistes; el segon cos Mardoni; Smerdomes dirigia el primer cos del centre i Magabizos el segon cos; l'ala dreta tenia com a caps Gergis (primer cos) i Tritantecmes (segon cos); la flota anava dirigida pel príncep Aquèmenes, sàtrapa d'Egipte, i disposava de 1.207 vaixells de guerra i 3.000 de transport, amb 36.000 soldats i 250.000 tripulants als vaixells de guerra i 150.000 tripulants als de transport; Aquèmenes també dirigia el contingent egipci; Prexaspes el contingent fenici; Ariabignes (germanastre de Xerxes) els contingents de Jònia i Cària; Magabazos els continents de Cilícia, Pamfília, Lícia i Xipre. Aquestes xifres són evidentment molt exagerades, però probablement Xerxes va mobilitzar més de cent mil guerrers. L'exèrcit va creuar l'Hel·lespont a la primavera (es van construir dos ponts) i es va fer un istme artificial a la península del mont Atos. Provisions abundants foren emmagatzemades en tota la ruta de Tràcia. Una aliança amb Cartago va impedir a Atenes disposar de l'ajut de Siracusa i Agrigent. Alguns estats grecs van prendre partit per Xerxes, especialment Tessàlia (la dinastia Alevada), Tebes i Argos. Els atenencs i els seus aliats van decidir tancar el pas del Tempe a Tessàlia per impedir l'avanç persa, que a l'estiu ja era a Macedònia. La força enviada al pas, per via marina, no va poder sostenir la posició, ja que els perses la podien rodejar per un pas de la comarca de Persebos i també podien desembarcar a la seva esquena, i van evacuar Tempe, deixant el control de Tessàlia a Xerxes. Els grecs de Perràhbia, Magnèsia, Dolòpia, Dòria del Parnasos, Ènia i Màlia (Mèlida) es van sotmetre al gran rei. Els perses van donar un rodeig cap a les muntanyes de l'Olimp i van entrar a territori grec hostil, originant l'anomenada Segona Guerra mèdica. Els aliats grecs es van fer forts al pas de les Termòpiles. Un grup de la flota persa va xocar amb vaixells de l'atenenca a l'illa de Sciatos, i aquests darrers van fugir i dos dels tres vaixells foren destruïts. Els perses van instal·lar un senyal marítim en una roca anomenada actualment Liptari (entre Sciatos i cap Sèpia) i un temporal que va durar uns dies va destruir una part de la flota persa (unes 400 naus que foren llançades contra la costa de Magnèsia a Tessàlia), mentre que unes 15 naus que es van introduir per error a les línies gregues foren capturades. 200 naus van intentar bloquejar el canal sud que separa l'illa d'Eubea del continent per, en el seu moment, impedir la retirada dels grecs, però un desertor de la flota persa, un grec anomenat Esciles d'Escion, va informar els grecs de la maniobra, que fou avortada. L'exèrcit persa va fer el seu campament a la plana de Traquínia.

### La Batalla de les Termòpiles
És ben conegut el resultat de l'atac persa en la Batalla de les Termòpiles, rebutjat reiteradament per l'espartà Leònides fins que un pastor mali, anomenat Efialtes, va ensenyar als perses un pas de muntanya que va permetre als atacants rodejar el pas i deixar assetjat Leònides; aquest va fer retirar el contingent i es va quedar disposat a morir amb només els espartans, i la gent de Tèspies i Tebes, i amb Abronicos de missatger va avisar la flota atenenca, que es va poder retirar al sud pel canal d'Euripos. Els tebans van deposar les armes, però els soldats d'Esparta i Tèspies van morir lluitant.
Quan el comandant persa Hidarmes va comunicar la caiguda de les Termòpiles, la flota atenenca ja s'havia pogut retirar. Mentrestant, la flota persa havia atacat les posicions navals atenenques que bloquejaven el pas entre l'illa d'Argironesos i el cap Cefala a Eubea; els atenencs van resistir tres dies i els enfrontaments són coneguts com a Batalla d'Artemísion o de cap Artemísion, sense deixar cap guanyador i amb pèrdues molt elevades per a ambdós bàndols. Els perses van poder avançar cap al centre de Grècia i les ciutats es van sotmetre a Xerxes; alguna va decidir resistir i fou cremada, com Aba a Fòcida, Tèspies i Platea a Beòcia. L'exèrcit persa va entrar a l'Àtica, on la població civil fou evacuada cap a les illes Egina, Salamina i Trezene.

## La Batalla de Salamina
La flota grega es va concentrar al golf de Salamina, mentre a l'istme de Corint es va aixecar un mur per cobrir l'accés per aquell costat. Quan els perses van entrar a Atenes, hi van trobar només 500 persones i una petita resistència a l'acròpoli. La flota persa es va estacionar a Falèron i la grega (més de 300 naus de les quals vora 200 eren atenenques, 20 calcídies, 10 d'Ambràcia, 10 de Leucas, 1 de Crotona, i la resta de diverses illes) a Ambelaki al nord de la península de Cinosura; els caps de la flota volien retirar-se a Cenerea per unir-se a l'exèrcit de terra, però l'estrategos atenenc Temístocles volia lliurar la batalla a Salamina i va ordir un estratagema: el seu esclau Sicinos, que era d'origen persa, fou enviat a Xerxes, al qui va comunicar que Temístocles era partidari de reconèixer el rei dels reis i que la flota grega es volia escapar i que per això havia d'atacar immediatament; Xerxes el va creure i va ordenar l'atac; els soldats perses van desembarcar a Psitàlia amb la missió de capturar els nàufrags grecs i mentre la flota es va introduir des de l'est a l'estret de Salamina, tancant la sortida per l'est del golf, i el contingent egipci va donar la volta a l'illa pel sud i va tancar la sortida per l'oest; els vaixells perses, potser uns 800, es van situar amb moviments nocturns entre l'illa de Geòrgios i Psitàlia, amb la proa cap al sud, mentre els grecs (amb els atenencs a l'esquerra i naus d'Egina a la dreta) enfilaven la proa cap al nord. La batalla fou inevitable, ja que els grecs no es podien retirar, i es va lliurar el 20 de setembre. La batalla va decantar-se cap als grecs quan va morir el rei de Cilícia Sienesis, que manava el centre; la mort d'Ariabignes que manava l'ala esquerra va obligar els perses a fugir. La batalla va durar 12 hores, des del matí fins al capvespre. Els perses van perdre unes 500 naus i les que van quedar es van retirar cap a l'Hel·lespont. Xerxes es va retirar amb l'exèrcit cap a Tessàlia, on va deixar el comandament a Mardoni i va tornar a Pèrsia. Mardoni va enviar a Atenes el rei de Macedònia amb les seves condicions per a la pau, però Temístocles va rebutjar negociar. Palene i Olint (Olintos) a la Calcídia es van revoltar i els perses van poder reconquerir la segona, però la primera va resistir.

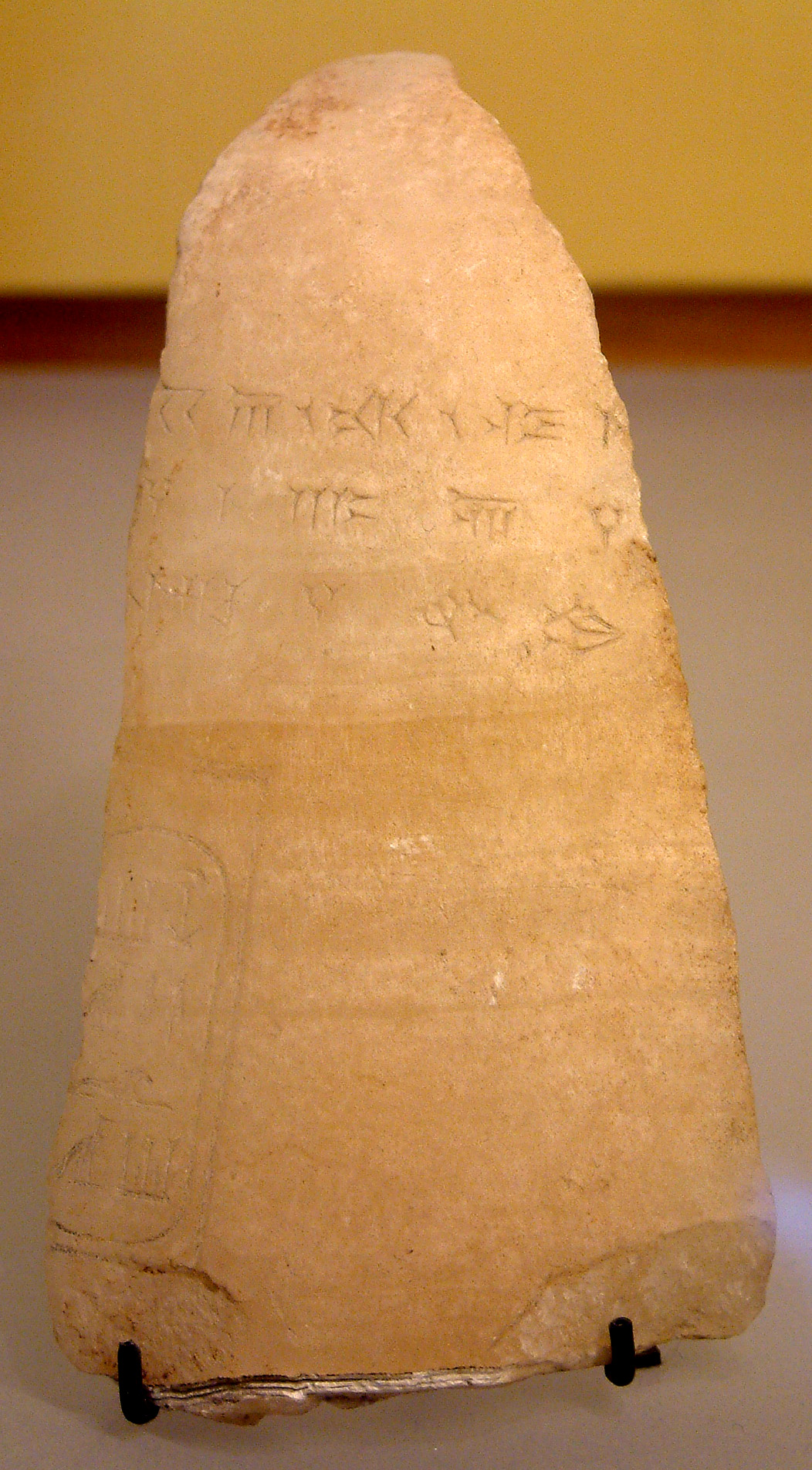
Fragment d'un vas on figura un tros del nom de Xerxes I en signes jeroglífics. Museu del Louvre

## Retorn a Pèrsia
Quan Xerxes va arribar a Pèrsia es va trobar amb la usurpació del caldeu Samoserba a Babilònia, contra el qual va haver de lluitar i, quan ja havia aconseguit pacificar el país, va arribar la notícia de la derrota de Mardoni en la batalla de Platea (26 de setembre del 479 aC) seguida de la derrota de la flota en la batalla de Mícale (al cap Mycale) al novembre del mateix any 479 aC. Aquestes derrotes van provocar que més ciutats i illes es revoltessin contra Pèrsia i moltes van subscriure tractats amb Atenes que garantiria la seva independència, origen de la lliga Marítima Atenenca o lliga Hel·lènica. Xipre es va fer independent i no fou reconquistat per Pèrsia fins al 466 aC.
Se sap que Xerxes va construir palaus a Van (Armènia) i a la vora d'Ecbàtana; que va enviar Satapes a intentar rodejar Àfrica per mar; i que els darrers anys la cort fou centre d'intrigues de palau entre els seus parents i alguns eunucs.
El desembre del 465 aC el capità de la guàrdia reial, Artaban d'Hircània va assassinar el rei. Un dels fills del rei, Artaxerxes I, va matar el seu propi germà Darios, suposat hereu, que es pensava que era l'assassí, i es va fer proclamar rei per l'exèrcit. Histaspes, germà d'Artaxerxes, que era sàtrapa de Bactriana, es va revoltar, però fou sotmès ràpidament.
En la Bíblia el rei Ahasuerus, suposadament Xerxes, va repudiar la seva dona Vashti perquè no el va voler obeir i participar en un banquet que havia preparat per als prínceps; llavors, va dictar un decret per aplegar totes les verges joves de l'imperi i va triar la jueva Ester com a muller. El seu visir Haman, un agagita (una nació que déu havia decretat que havia de ser destruïda) es va sentir insultat pel cosí d'Ester, Mordecai, que no volia estar sota el seu control, i va instigar el rei a decretar la destrucció de tots els jueus de l'imperi, però Mordecai i Ester van poder capgirar la situació gràcies a la seva influència davant el rei. Si bé l'historiador jueu Josefus suggereix que Vashti i Ester van existir, Heròdot diu que la dona de Xerxes i reina fou Amestres o Amestris, filla d'Otanes.